# Deportes ecuestres en los Juegos Olímpicos de Amberes 1920
Las competiciones de hípica en los Juegos Olímpicos de Amberes 1920 se realizaron en el Country Club del campamento militar de Hoogboom (concurso completo) y el Estadio Olímpico (doma y salto) de Amberes del 6 al 12 de septiembre de 1920.
En total se disputaron en este deporte siete pruebas diferentes en las disciplinas de doma individual, salto de obstáculos, concurso completo y volteo individual y por equipos. El programa de competiciones fue modificado en relación con la edición anterior; la modalidad de volteo hizo su única aparición en unos Juegos Olímpicos, y solo se presentaron tres países.

## Medallistas
| Evento                                             | Oro | Plata | Bronce |
| -------------------------------------------------- | --- | --- | --- |
| Doma individual (7-9 de septiembre)                | Janne Lundblad (Uno) · Suecia · 27,937 pts.                                                                       | Bertil Sandström (Sabel) · Suecia · 26,312 pts.                                                                                             | Hans von Rosen (Running Sister) · Suecia · 25,125 pts.                                                                                     |
| Salto de obstáculos individual (12 de septiembre)  | Tommaso Lequio di Assaba (Trebecco) · Italia · 0                                                                  | Alessandro Valerio (Cento) · Italia · 3 | Carl Gustaf Lewenhaupt (Mon Coeur) · Suecia · 4                                                                                            |
| Salto de obstáculos por equipos (12 de septiembre) | Claës König (Tresor) · Hans von Rosen (Poor Boy) · Daniel Norling (Eros II) · Frank Martin (Kohort) · Suecia · 14 | Henri Laame (Biscuit) · André Coumans (Lisette) · Herman de Gaiffier d'Hestroy (Miss) · Herman d'Oultromont (Lord Kitchener) · Bélgica · 16 | Ettore Caffaratti (Traditore) · Alessandro Alvisi (Raggio di Sole) · Giulio Cacciandra (Fortunello) · Carlo Asinari (Varone) · Italia · 18 |
| Concurso completo individual (6-10 de septiembre)  | Helmer Mörner (Germania) · Suecia · 1775,00                                                                       | Åge Lundström (Ysra) · Suecia · 1738,75 | Ettore Caffaratti (Caniche) · Italia · 1733,75                                                                                             |
| Concurso completo por equipos (6-10 de septiembre) | Helmer Mörner (Germania) · Åge Lundström (Ysra) · Georg von Braun (Diana) · Suecia · 5057,50                      | Ettore Caffaratti (Caniche) · Garibaldi Spighi (Otello) · Giulio Cacciandra (Facetto) · Carlo Asinari (Savari) · Italia · 4735,00           | Roger Moeremans d'Emaüs (Sweet Girl) · Oswald Lints (Martha) · Jules Bonvalet (Weppelghem) · Jacques Misonne (Gaucho) · Bélgica · 4560,50  |
| Volteo individual (11 de septiembre)               | Daniel Bouckaert · Bélgica · 30,500                                                                               | Field · Francia · 29,500 | Louis Finet · Bélgica · 29,000 |
| Volteo por equipos (11 de septiembre)              | Daniel Bouckaert · Louis Finet · Van Ranst · Bélgica · 87,500                                                     | Field · Salins · Cauchy · Francia · 81,083                                                                                                  | Carl Green · Anders Mårtensson · Oskar Nilsson · Suecia · 59,416                                                                           |

## Medallero
| Núm. | País    | Oro | Plata | Bronce | Total |
| ---- | ------- | --- | ----- | ------ | ----- |
| 1    | Suecia  | 4   | 2     | 3      | 9     |
| 2    | Bélgica | 2   | 1     | 2      | 5     |
| 3    | Italia  | 1   | 2     | 2      | 5     |
| 4    | Francia | 0   | 2     | 0      | 2     |
|      | TOTAL   | 7   | 7     | 7      | 21    |